# Țările de Jos la Jocurile Olimpice de vară din 2016
Țările de Jos a participat la Jocurile Olimpice de vară din 2016 de la Rio de Janeiro în perioada 5 – 21 august 2016, cu o delegație de 242 de sportivi, care a concurat în 21 de sporturi. Cu un total de 19 de medalii, inclusiv 8 de aur, Țările de Jos s-a aflat pe locul 11 în clasamentul final.

## Participanți
Delegația neerlandeză a cuprins 242 de sportivi: 107 bărbați și 135 femei. Rezervele la fotbal, handbal, hochei pe iarbă și scrimă nu sunt incluse.
| Sport           | Masculin | Feminin | Total |
| --------------- | -------- | ------- | ----- |
| Atletism        | 11       | 21      | 32    |
| Badminton       | 1        | 2       | 3     |
| Box             | 2        | 1       | 3     |
| Canotaj         | 19       | 17      | 36    |
| Ciclism         | 16       | 10      | 26    |
| Echitație       | 9        | 3       | 12    |
| Gimnastică      | 5        | 5       | 10    |
| Golf            | 1        | 0       | 1     |
| Handbal         | 14       | 14      | 28    |
| Hochei pe iarbă | 16       | 16      | 32    |
| Judo            | 6        | 5       | 11    |
| Lupte           | 0        | 1       | 1     |
| Natație         | 7        | 10      | 17    |
| Navigație       | 4        | 7       | 11    |
| Sărituri în apă | 0        | 1       | 1     |
| Scrimă          | 1        | 0       | 1     |
| Taekwondo       | 0        | 1       | 1     |
| Tenis           | 2        | 1       | 3     |
| Tenis de masă   | 0        | 3       | 3     |
| Tir cu arcul    | 3        | 0       | 3     |
| Triatlon        | 0        | 1       | 1     |
| Volei           | 4        | 16      | 20    |
| Total           | 107      | 135     | 242   |

## Medalii

### Medaliați
| Medalie | Nume | Sport           | Probă                          | Dată      |
| ------- | --- | --------------- | ------------------------------ | --------- |
| Aur     | Anna van der Breggen | Ciclism         | Cursa feminină pe șosea        | 7 august  |
| Aur     | Maaike Head Ilse Paulis | Canotaj         | Dublu vâsle ctg. ușoară (L2×)  | 12 august |
| Aur     | Elis Ligtlee | Ciclism         | Keirin feminin                 | 13 august |
| Aur     | Dorian van Rijsselberghe | Navigație       | RS:X masculin                  | 14 august |
| Aur     | Sharon van Rouwendaal | Natație         | Maraton 10 km feminin          | 15 august |
| Aur     | Sanne Wevers | Gimnastică      | Bârnă                          | 15 august |
| Aur     | Ferry Weertman | Natație         | Maraton 10 km masculin         | 16 august |
| Aur     | Marit Bouwmeester | Navigație       | Laser Radial feminin           | 16 august |
| Argint  | Tom Dumoulin | Ciclism         | Contratimp individual masculin | 10 august |
| Argint  | Chantal Achterberg Nicole Beukers Inge Janssen Carline Bouw | Canotaj         | Patru vâsle cu cârmaci (4×+)   | 11 august |
| Argint  | Matthijs Büchli | Ciclism         | Keirin masculin                | 16 august |
| Argint  | Dafne Schippers | Atletism        | 200 m feminin                  | 17 august |
| Argint  | Jelle van Gorkom | Ciclism         | BMX masculin                   | 19 august |
| Argint  | Echipa națională Naomi van As Willemijn Bos Carlien Dirkse van den Heuvel Margot van Geffen Eva de Goede Ellen Hoog Kelly Jonker Marloes Keetels Laurien Leurink Caia van Maasakker Kitty van Male Maartje Paumen Joyce Sombroek Maria Verschoor Xan de Waard Lidewij Welten | Hochei pe iarbă | Turneul feminin                | 19 august |
| Argint  | Nouchka Fontijn | Box             | 75 kg feminin                  | 21 august |
| Bronz   | Anicka van Emden | Judo            | 63 kg feminin                  | 9 august  |
| Bronz   | Anna van der Breggen | Ciclism         | Contratimp individual feminin  | 10 august |
| Bronz   | Dirk Uittenboogaard Boaz Meylink Kaj Hendriks Boudewijn Roell Olivier Siegelaar Tone Wieten Mechiel Versluis Robert Lücken Peter Wiersum (cârmaci) | Canotaj         | Opt rame cu cârmaci (8+)       | 13 august |
| Bronz   | Alexander Brouwer Robert Meeuwsen | Volei           | Turneul masculin, pe plajă     | 18 august |

### Medalii după sport
| Sport           | Aur | Argint | Bronz | Total |
| Ciclism         | 2   | 3      | 1     | 6     |
| Navigație       | 2   | 0      | 0     | 2     |
| Natație         | 2   | 0      | 0     | 2     |
| Canotaj         | 1   | 1      | 1     | 3     |
| Gimnastică      | 1   | 0      | 0     | 1     |
| Atletism        | 0   | 1      | 0     | 1     |
| Box             | 0   | 1      | 0     | 1     |
| Hochei pe iarbă | 0   | 1      | 0     | 1     |
| Judo            | 0   | 0      | 1     | 1     |
| Volei           | 0   | 0      | 1     | 1     |
| Total           | 8   | 7      | 4     | 19    |

## Natație
| Sportiv                                                                               | Probă         | Calificări | Calificări | Semifinale   | Semifinale   | Finală       | Finală       |
| Sportiv                                                                               | Probă         | Timp       | Loc        | Timp         | Loc          | Timp         | Loc          |
| ------------------------------------------------------------------------------------- | ------------- | ---------- | ---------- | ------------ | ------------ | ------------ | ------------ |
| Marrit Steenbergen Femke Heemskerk Inge Dekker Ranomi Kromowidjojo Maud van der Meer* | 4×100 m liber | 3:35,94    | 5 C        | N/A          | N/A          | 3:33,81      | 4            |
| Kira Toussaint                                                                        | 100 m spate   | 1:01,17    | 18         | Nu a avansat | Nu a avansat | Nu a avansat | Nu a avansat |

(*)A participat doar în calificări.
| Sportiv             | Probă            | Calificări | Calificări | Semifinale | Semifinale | Finală        | Finală        |
| Sportiv             | Probă            | Timp       | Loc        | Timp       | Loc        | Timp          | Loc           |
| ------------------- | ---------------- | ---------- | ---------- | ---------- | ---------- | ------------- | ------------- |
| Maarten Brzoskowski | 400 m stil liber | 3:48.00    | 18         | N/A        | N/A        | Nu au avansat | Nu au avansat |